# Дистрикт Люблін
Дистри́кт Лю́блін (нім. Distrikt Lublin, пол. Dystrykt lubelski) — адміністративно-територіальна одиниця Генерального губернаторства з 26 жовтня 1939 до 25 липня 1944. У 1940 році займала площу 26 848 км², a в 1942 — 26 560 км². До дистрикту належали етнічно українські землі Холмщини та Підляшшя.

## Історія

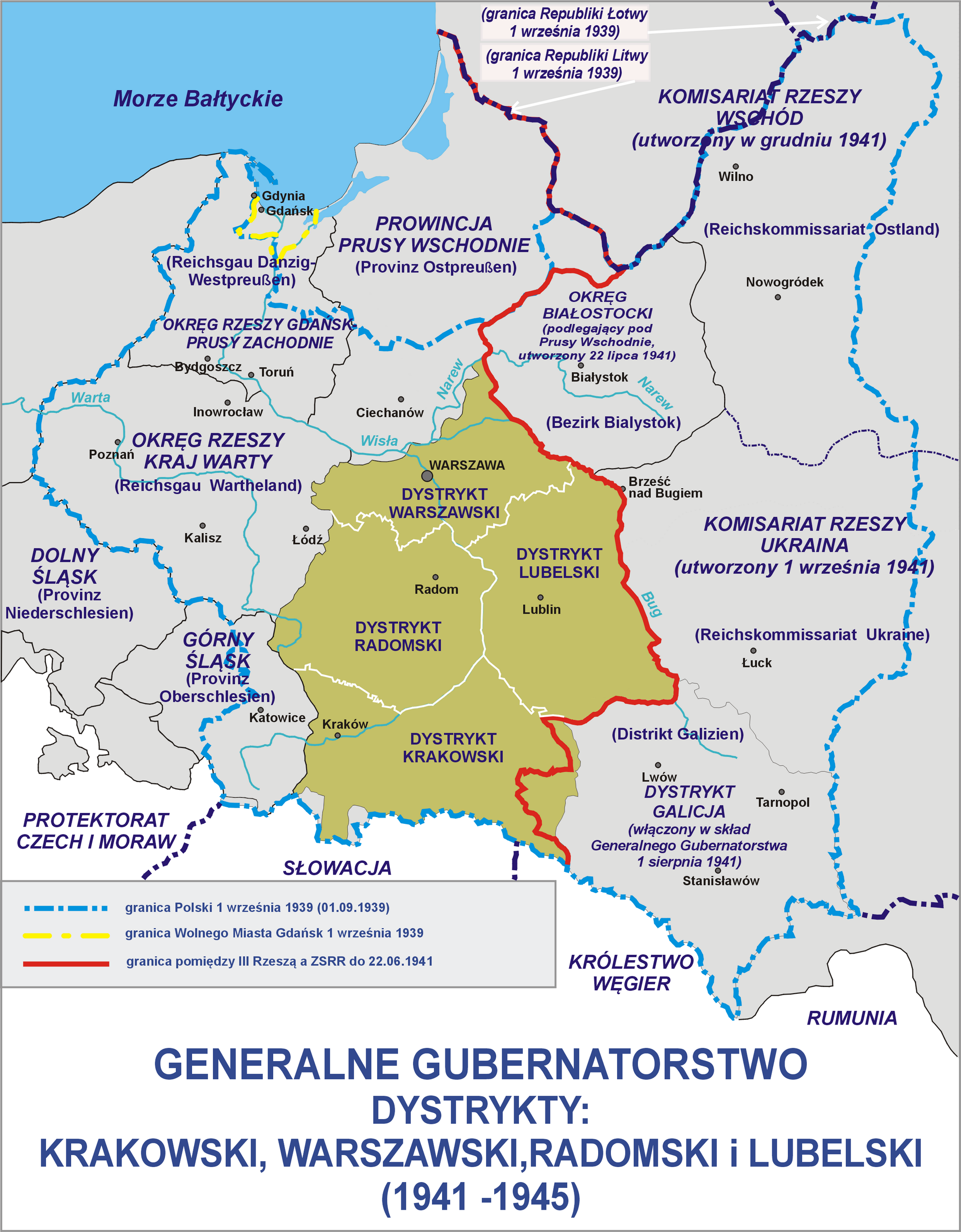
Дистрикти Краків, Варшава, Радом і Люблін 1941—1945 років

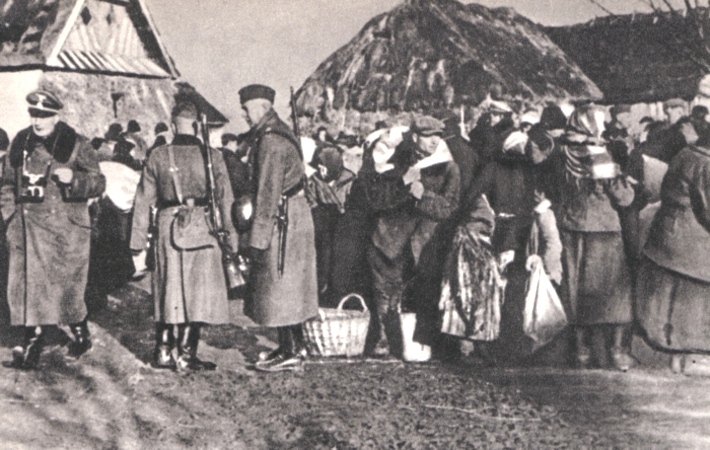
Польські землероби під час виселення з Замойського краю, зима 1942/1943

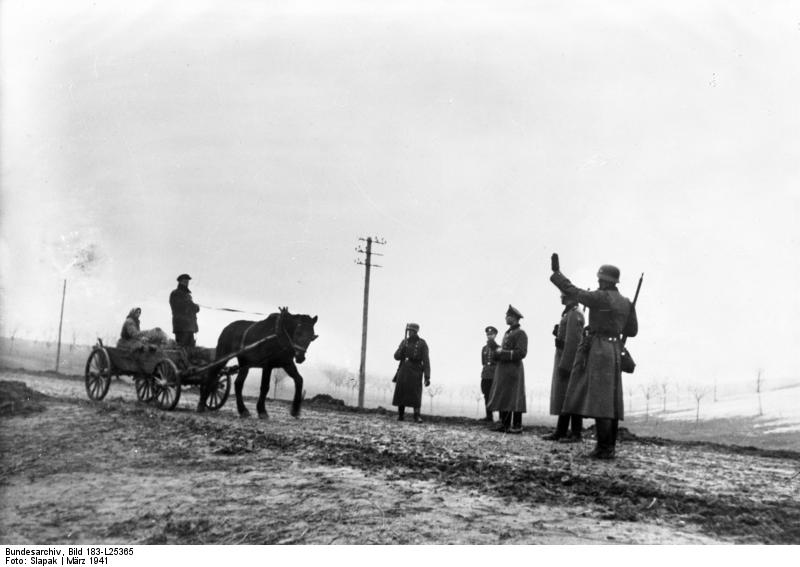
Економічна експлуатація люблінського села — дорожній контроль із метою протидії нелегальному забою тварин

Дистрикт Люблін було створено 26 жовтня 1939 року:
- головним чином з території колишнього Люблінського воєводства Другої Речі Посполитої за винятком Седлецького повіту, а саме:
  - міського повіту Люблін та земельних (сільських) повітів: Більського, Білґорайського, Холмського, Грубешівського, Ґарволінського (південна половина), Янівського, Красноставського, Любартівського, Люблінського, Луківського (без північно-західної частини), Пулавського, Радинського, Томашівського, Володавського і Замойського.
- також із частини території колишнього Львівського воєводства Другої Речі Посполитої, а саме:
  - земельних повітів: Ярославського (північна частина), Ланьцутського (північно-східний край), Любачівського (північно-західна половина), Ніжанського (північно-східна третина), Равського (північно-східна ділянка), Сокальського (західна половина) i Тарнобжезького (дві північно-східна ділянки).

У листопаді 1939 році утворено міський повіт (нім. Stadtkreis) у Холмі. 28 листопада 1939 запроваджено Положення про управління польською громадськістю.
1 січня 1940 затверджено повітовий статус міст Люблін і Холм та поділено територію Люблінського дистрикту на 10 староств (нім. Kreishauptmannschaften):
- Крайсгауптманшафт Біла Підляська (нім. Kreishauptmannschaft Biala Podlaska): у складі Більського і північної частини Володавського повітів
- Крайсгауптманшафт Білгорай (нім. Kreishauptmannschaft Bilgoraj): у складі Білґорайського та частини Замостського, Ярославського, Ланьцутського і Тарнобжезького повітів
- Крайсгауптманшафт Холм (нім. Kreishauptmannschaft Chelm): у складі Холмського і основної частини Володавського повітів
- Крайсгауптманшафт Грубешів (нім. Kreishauptmannschaft Hrubieszow): у складі Грубешівського та частини Томашівського і Сокальського повітів
- Крайсгауптманшафт Янів-Любельский (нім. Kreishauptmannschaft Janow Lubelski): у складі Янівського і частини Тарнобжезького повітів
- Крайсгауптманшафт Красностав (нім. Kreishauptmannschaft Krasnystaw): у складі Красноставського повіту
- Крайсгауптманшафт Люблін-Ланд (нім. Kreishauptmannschaft Lublin-Land): у складі Люблінського повіту
- Крайсгауптманшафт Пулави (нім. Kreishauptmannschaft Pulawy): у складі Пулавського та частини Гарволінського повітів
- Крайсгауптманшафт Радин (нім. Kreishauptmannschaft Radzyn): у складі Радинського і Любартовського повітів та частини Луківського і Володавського повітів
- Крайсгауптманшафт Замостя (нім. Kreishauptmannschaft Zamosc): у складі більшої частини Замостського і Томашівського повітів та частини Любачівського і Равського повітів.

У травні 1940 року Холм передано назад до складу Холмського повіту (1 жовтня 1941 року місту повернуто його історичну назву «Холм»).
1 вересня 1941 частина крайсгауптманшафта Радзин увійшла в крайсгауптманшафт Люблін-Ланд (землі колишнього польського Любартівського повіту без гмін Чемерники, Дубова, Лисобики, Міхів, Парчів і Вєльке), а також у крайсгауптманшафт Пулави (гміни Лисобики, Міхів і Вєльке з колишнього польського Любартівського повіту).
30 вересня 1942 перенесено адміністративний центр Янівського повіту з Янова до Красника, a в жовтні 1942 змінено назву староства на крайсгауптманшафт Янов-Любельскі-ін-Краснік.
30 вересня 1943 гміну Ходель виділено зі складу крайсгауптманшафта Люблін-Ланд та включено до складу крайсгауптманшафта Пулави.
За німецьким переписом Генеральної губернії в 1943 році, у дистрикті Люблін (на теренах Холмщини та Підляшшя) проживало 290 тис. українців, із них розподіл за Українськими допомоговими комітетами був таким:
| УДК             | Українців   |
| --------------- | ----------- |
| Грубешівський   | 114 тис.    |
| Холмський       | 72 тис.     |
| Тарногородський | бл. 34 тис. |
| Замістський     | бл. 34 тис. |
| Більський       | бл. 18 тис. |
| Красноставський | бл. 5 тис.  |
| Радинський      | бл. 5 тис.  |
| Люблинський     | бл. 5 тис.  |

Проблемами українського населення в Люблінському дистрикті опікувався Український центральний комітет у Любліні, головою якого спочатку був Володимир Тимцюрак, а пізніше Лонгин Голейко.
Станом на 1 січня 1944 року Люблінський дистрикт складався з 11 повітів (міський повіт Люблін (нім. Stadt Lublin) + 10 крайсгауптманшафтів).
На території дистрикту розміщувався один із найбільших таборів смерті під час Другої світової війни — винищувальний табір Белжець.

## Губернатори дистрикту
- Фрідріх Шмідт (1939 — березень 1940)
- Ернст Цьорнер (31 березня 1940 — 10 квітня 1943)
- Ріхард Вендлер (27 травня 1943 — липень 1944)